# 방글라데시 은행
방글라데시 은행(벵골어: বাংলাদেশ ব্যাংক)은 방글라데시의 중앙은행이며 아시아 결제 동맹의 회원이다. 그것은 방글라데시 정부에 의해 완전히 소유되었다.
이 은행은 그린 뱅킹 및 금융 포함 정책 개발에 적극적이며 금융 포함 동맹의 중요한 구성원이다. 방글라데시 은행의 한 부서인 방글라데시 금융정보부(BFIU)가 에그몬트 금융정보부의 회원을 확보했다.
방글라데시 은행은 세계 최초로 일반 대중을 위한 전용 핫라인(16236)을 도입해 은행과 관련된 문제를 제기한 은행이다. 게다가, 이 기구는 "그린 뱅킹 정책"을 발행한 세계 최초의 중앙은행이다. 이러한 기여를 인정하기 위해 당시 주지사였던 아티우르 라흐만은 카타르 도하의 카타르 국립 컨벤션 센터에서 열린 2012년 유엔 기후 변화 회의에서 "그린 주지사"라는 칭호를 받았다.

## 역사
1972년 4월 7일, 독립 전쟁과 방글라데시의 독립 이후, 방글라데시 정부는 1972년 방글라데시 은행 훈장을 통과하여 파키스탄 국립은행의 다카 지점을 방글라데시 은행으로 개편하였다.
1972년 무집 정부는 친사회주의 의제를 추진하였다. 1972년, 정부는 모든 은행을 국유화하여 공공 부문에 자금을 투입하고 전쟁으로 폐허가 된 국가를 재건하려는 부문, 주로 산업과 농업 부문에 대한 신용의 우선 순위를 정하기로 결정했다. 그러나 정부의 잘못된 부문 통제는 이들 은행이 잘 작동하지 못하게 했다. 이는 상업적인 고려 없이 공공 부문에 대출이 제공되고, 은행들은 자본 임대가 부실하고, 고객 서비스가 좋지 않으며, 모든 시장 기반 금융 수단이 부족하기 때문에 더욱 악화되었다. 상업적인 고려 없이 대출이 이뤄졌고, 부실채권을 부르는 데 오랜 시간이 걸렸고, 한 번 대출하면 사법제도가 워낙 비싸서 대출회복이 극도로 부실했기 때문이다. 정부가 사방에 개입하겠다는 입장을 밝혔지만, 이런 문제점을 진단하고 시정할 수 있는 적절한 규제 시스템을 마련하지는 못했다. 따라서, 수익성과 유동성 같은 은행 개념은 은행 경영자들에게는 이질적이었고, 자본의 적정성은 뒷전으로 밀려났다.

## 기능
방글라데시 은행은 어느 나라든 중앙은행이 수행할 것으로 예상되는 모든 기능을 수행한다. 경제·통화정책 수단을 통한 물가안정 유지, 외환, 금 적립 관리, 은행권 규제 등이 그것이다. 다른 모든 중앙은행들과 마찬가지로 방글라데시 은행은 정부의 은행가이기도 하고 은행가이기도 하며 "마지막 수단을 빌려주는 은행가"이기도 하다. 방글라데시 은행은 대부분의 다른 중앙은행들과 마찬가지로 통화와 지폐 발행에 대해 독점권을 행사한다. 방글라데시 정부 재정부의 책임인 하나, 둘, 다섯 개의 타카 지폐와 동전을 제외하고 말이다.

## 같이 보기
- 방글라데시의 경제